# Partito Iraniano del Tudeh
Il Partito Iraniano del Tūdeh, (in persiano حزب توده ایران‎, Ḥezb-e Tūdeh-ye Īrān, "Partito delle Masse dell'Iran"), fondato nel 1941, è un partito politico comunista dell'Iran, attualmente fuori legge. Fu strettamente legato al PCUS. Il Tudeh è stato un dei principali partiti politici dell'Iran prima del colpo di Stato del 1953 contro il primo ministro Mohammad Mossadeq. I suoi membri furono sterminati nel 1988 per disposizione delle gerarchie clericali sciite, che, guidate dall'ayatollah Khomeini, s'erano impadronite di tutte le leve del potere nel Paese a seguito alla Rivoluzione islamica del 1979.

## Storia

### Nascita del movimento comunista in Iran
La storia del movimento comunista in Iran risale al XIX secolo, quando il marxismo fu per la prima volta introdotto negli ambienti intellettuali e delle classi lavoratrici come risultato della rapida crescita dell'industria e della susseguente transizione del Paese dal feudalesimo al capitalismo. Essendo prossimo alla Russia e all'Azerbaigian, l'Iran settentrionale divenne il primo centro dell'attività clandestina politica del marxismo e della socialdemocrazia, e numerosi gruppi si accostarono a tali ideologie nel corso degli anni.
Il Partito Comunista di Persia fu fondato nel giugno del 1920 a Bandar-e Anzali, nella Gīlān, come risultato del Primo Congresso Socialdemocratico dell'Iran. Haydar Amou Oghly — uno dei leader della Rivoluzione costituzionale persiana che, tornato nel 1904 dalla Russia, con alcuni compagni aveva fondato le prime cellule "social-democratiche" a Mashhad — divenne il segretario generale del nuovo partito.
Nel 1915, nelle foreste del Gīlān (nella Repubblica Sovietica del Gīlān) si costituì il movimento rivoluzionario Jangalī (Movimento Forestale), del quale fu leader Mīrzā Kučik Khān, un altro dei principali esponenti della Rivoluzione costituzionale, che fruì del sostegno dell'Armata Rossa sovietica.
I britannici, che esercitavano grande influenza sulla corte dei Qajar di Tehran, inviarono agenti per infiltrarsi nel Jangalī e allestire un accurato complotto che avrebbe dovuto produrre come risultato la fine sia della neo-costituita Repubblica Sovietica del Gīlān, sia del Partito Comunista che finì con l'essere messo al bando e perseguitato dal governo centrale. L'attività comunista e socialdemocratica ancora una volta tornò ad essere clandestina. Ai primi degli anni venti la dinastia Qājār infine collassò e Reza Shah ascese al trono nel 1925, instaurando la dinastia Pahlavi. Il nuovo scià introdusse molte riforme, quale la limitazione del potere del clero sciita, ma anche l'istituzione di una dittatura autoritaria.

### Fondazione del partito Tudeh
L'invasione alleata del 1941-42 portò alla fine del regno di Reza Shah e al suo esilio in Sudafrica. Numerosi prigionieri politici furono di conseguenza messi in libertà e sotto tale nuovo clima, i gruppi nazionalisti e socialisti tornarono di nuovo a fiorire. Il 29 settembre 1941, fu ufficialmente fondato il partito Tudeh, con l'elezione di Soleiman Mohsen Eskandari a presidente.
Nel 1944 il partito partecipò alle elezioni per il 14° Majlis e otto dei suoi candidati furono eletti. Da questo momento in poi il partito crebbe immensamente e divenne la maggior forza politica iraniana. Nel 1949 il partito fu condannato per un fallito attentato contro lo Shah Mohammad Reza Pahlavi e fu messo al bando. Il partito tuttavia continuò a operare in clandestinità per un certo tempo, prima di tornare di nuovo all'attività aperta ai primi degli anni cinquanta.
Nel 1951 Mohammad Mossadeq fu eletto primo ministro ma, nonostante una maggior tolleranza verso il Tudeh e una comune battaglia per la nazionalizzazione del petrolio in Iran, non vi fu una vera alleanza fra il suo movimento nazionalista, il Fronte Nazionale dell'Iran, e il partito Tudeh.
Quest'ultimo infatti perseguì una linea "di sinistra" ma non una strategia "frontista", rifiutando di allearsi con Mossadeq. In un articolo pubblicato nel giugno del 1950 sul quotidiano Mardom si può infatti leggere:
Possiamo già essere sicuri che le revisioni del contratto petrolifero meridionale non saranno a favore del nostro popolo e che l'unico risultato sarà il consolidamento della posizione del Regno Unito nel nostro Paese. ... La soluzione della questione petrolifera è legata alla vittoria del nostro partito, cioè del popolo dell'Iran.
Mossadeq nazionalizzò l'industria petrolifera e introdusse numerose riforme socialiste, togliendo i massicci profitti derivanti dal petrolio al governo britannico che, attraverso l'Anglo-Iranian Oil Company (AIOC)-- ora British Petroleum (BP) -- formalmente traeva grandi profitti dal suo controllo dell'attività estrattiva petrolifera iraniana. Nel 1953 la CIA, con l'aiuto degli agenti dell'intelligence britannica, condusse a buon fine un colpo di Stato contro Mossadeq che era primo ministro democraticamente eletto, obbligandolo a lasciare il suo posto. Si discute se questo intervento fosse scaturito dalle paure britanniche e statunitensi che l'Iran potesse stabilire strette relazioni con l'Unione Sovietica: cosa che fu addotta come giustificazione dal Regno Unito e dagli USA per tale colpo di Stato. Altri studiosi affermano invece che il colpo di Stato essenzialmente fosse stato realizzato al fine di tornare a controllare l'industria petrolifera da poco nazionalizzata. A prescindere da tali motivazioni, il colpo di Stato decretò la fine della democrazia in Iran. Mohammad Reza Pahlavi assunse da quel momento poteri dittatoriali e mise al bando la maggior parte dei gruppi politici, incluso il Fronte Nazionale di Mossadeq, che con il partito Tudeh, proseguì clandestinamente nelle sue attività.
Nel 1955 si scoprì che numerosi appartenenti all'apparato militare erano stati attivi nel partito Tudeh e furono imprigionati e talvolta giustiziati. A quel tempo affiorarono nel partito vari problemi interni e si scoprì che la leadership del partito aveva operato contro vari i membri del partito. Come risultato il partito Tudeh non fu in grado di resistere agli attacchi nei suoi confronti condotti dal governo dello Shāh e il movimento cominciò a declinare. Il Comitato centrale del partito fu infine riorganizzato alla fine degli anni cinquanta.
Nel 1965 il partito fronteggiò una seconda divisione fra la corrente maggioritaria dell'organizzazione e la minoranza che preconizzava un confronto violento contro il governo armando le tribù del meridione del Paese. Questa fazione provocò immensi danni al Tudeh e trascorsero tre anni prima che fosse ripristinata l'unità del partito.
Nel 1966 numerosi componenti del partito, fra cui Ali Khavari e Parviz Hekmatjoo del Comitato centrale, e Asef Razmdideh e Saber Mohammadzadeh, furono arrestati e condannati a morte. Ciò portò a una reazione internazionale e a duri scioperi in Europa che forzarono il governo iraniano a commutare le sentenze nel carcere a vita. Questi avvenimenti crearono grande simpatia per la lotta dei lavoratori in Iran e aiutarono la riunificazione del partito dopo la spaccatura. Il partito Tudeh da quel momento divenne uno dei più solidi movimenti clandestini e aiutò a creare le condizioni per la successiva Rivoluzione iraniana del 1978.

### La Rivoluzione Islamica
Ai primi degli anni settanta il movimento di guerriglia iraniano cominciò a operare nell'Iran settentrionale, nella regione del Mazandaran. Gli anni settanta testimoniarono anche la nascita di ampi scioperi e dimostrazioni politiche dei lavoratori e i campus universitari divennero il focolaio di attività rivoluzionarie. Il partito Tudeh accrebbe notevolmente le sue attività, reclutando molti giovani e organizzando comitati regionali di lotta.
Dopo la Rivoluzione iraniana numerosi prigionieri politici furono liberati e il partito Tudeh e altri gruppi della sinistra furono messi in condizione di partecipare alle elezioni presidenziali e parlamentari per la prima volta in molti anni. Tuttavia, la maggioranza dei seggi nel Majles furono vinti dal Partito della Repubblica Islamica dell'Ayatollah Mohammad Beheshti e le organizzazioni di sinistra e nazionaliste furono messe fuori gioco. Il nuovo Presidente eletto della Repubblica, Abolhassan Bani Sadr, che aveva avuto stretti rapporti iniziali con Khomeini, divenne anch'egli sempre più frustrato dagli sviluppi che si verificavano nelle strutture-guida del Paese e si oppose al predominio del clero sciita e delle fazioni religiose da esso controllate e che dominavano la politica iraniana.
Nel 1981 il Majlis, dominato dal Partito Repubblicano Islamico, obbligò Bani Sadr ad abbandonare la carica, fomentando un'ondata di manifestazioni di protesta contro di lui. Bani Sadr infine abbandonò l'Iran. I Comitati Rivoluzionari armati, leali a Khomeini (noti come Pasdaran), arrestarono numerose migliaia di giovani e attivisti, sia nazionalisti, sia di sinistra, molti dei quali furono sottoposti a processo più tardi dall'Ayatollah Sadegh Khalkhali, che divenne tristemente noto come il giudice impiccatore, e giustiziati.
Tentando di avvantaggiarsi di questa situazione, che vedeva molti gruppi di sinistra (e rivali del Tudeh) eliminati dal nuovo potere, il vertice del partito Tudeh decise di partecipare al regime recentemente costituitosi e di collaborare con l'establishment clericale. Tale tentativo fallì clamorosamente e nel 1982 la leadership del Tudeh fu arrestata ed incarcerata, e più tardi furono anche imprigionati più di cinquemila fra membri del partito e suoi sostenitori. Il partito in quei frangenti fu anch'esso messo al bando.
Come risultato di queste purghe il partito gradualmente collassò, con un gran numero di membri che abbandonarono il Paese per l'esilio, mentre vari esponenti del partito abbandonarono gli ideali del comunismo e si riconciliarono con il governo della Repubblica islamica. Negli anni il numero dei prigionieri politici del Tudeh, condannati a morte e giustiziati, assommò a diverse migliaia.
Tuttavia il partito sopravvisse e continuò a operare come organizzazione politica clandestina in Iran, con un nuovo comitato centrale in esilio, eletto nel 1992.

### Status legale
Oggi il partito è quasi interamente in esilio, malgrado suoi membri attivi siano rimasti in Iran fin dall'epoca della Rivoluzione islamica. Il partito è ufficialmente bandito e non è in alcun modo tollerato. Quanti siano scoperti affiliati a gruppi comunisti e socialisti rischiano il carcere e l'esecuzione capitale.